# Pristurus schneideri
Pristurus schneideri es una especie de gecos de la familia Sphaerodactylidae.

## Distribución geográfica yhábitat
Es endémica de las islas de Hanish (Yemen). Su rango altitudinal oscila entre 0 y 8 m s. n. m..